# Inversac

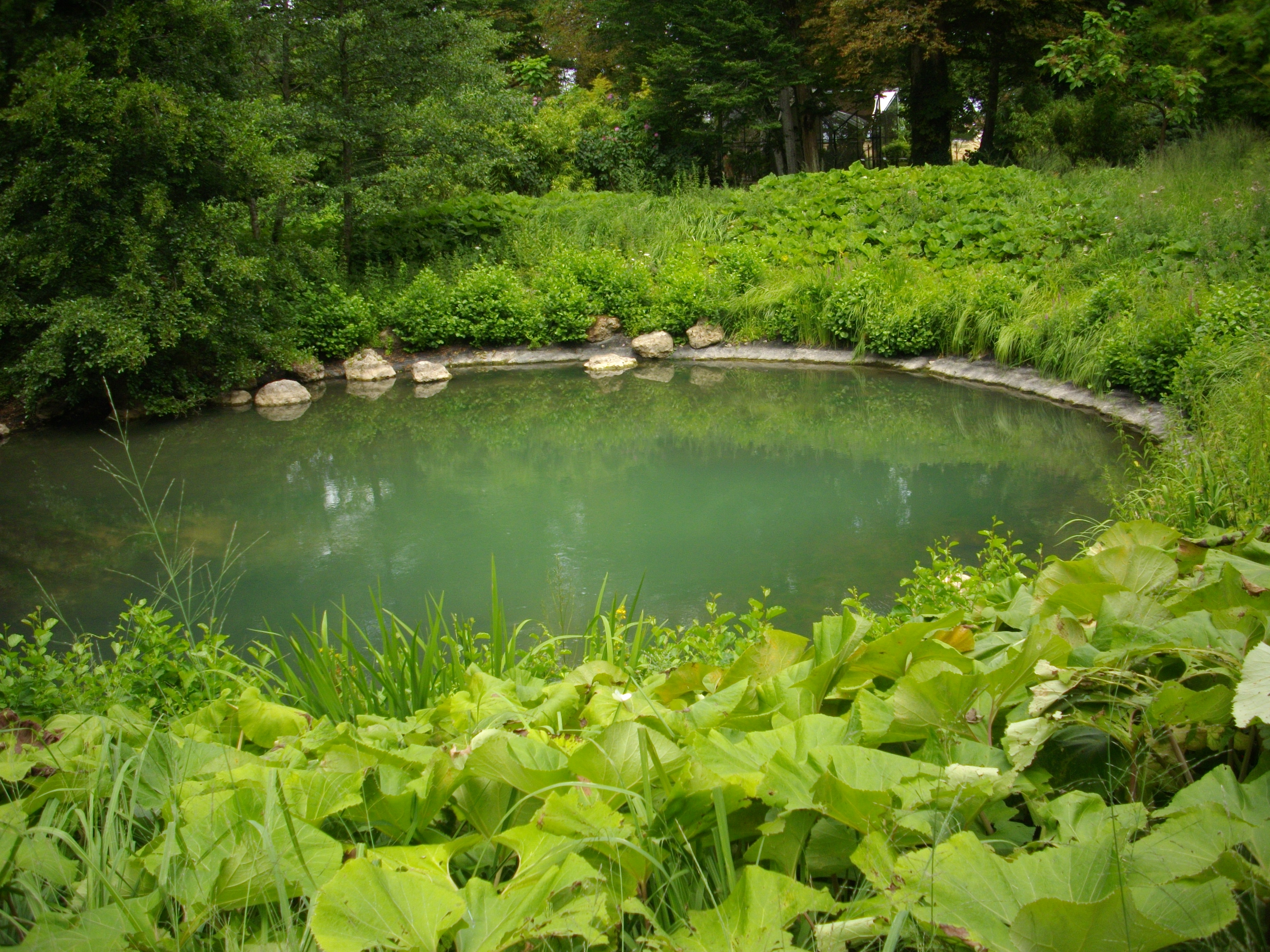
Le Bouillon, source qui peut être affectée par un phénomène d'inversac.

L'inversac est un phénomène hydrologique qui se produit dans un contexte karstique lorsqu'une source inverse son débit, absorbant l'eau d'un cours d'eau ou d'un plan d'eau au lieu d'en rejeter. Cette situation se produit notamment lorsque le niveau des eaux souterraines est inférieur au niveau des eaux de surface comme cela peut se produire lors de fortes pluies suivant une période de sécheresse. Si ce phénomène se produit avec des eaux salées ou saumâtres, cela peut conduire à la formation d'un biseau salé et à la salinisation des terres.
L'ouverture dans le sol par lequel se produit l'inversac est appelée estavelle. Si de l'eau en sort seulement par un phénomène d'exsurgence, il s'agit d'une source, d'une résurgence ou d'un puits artésien. Si de l'eau y entre seulement par un phénomène de perte, il s'agit d'un ponor.

## Exemples
En France, les sources pouvant être affectées par un inversac sont par exemple :
- la source du Bouillon dans le Loiret ;
- la source de la Vise dans l'étang de Thau dans l'Hérault[1] ;
- le puits de la Brême dans le Doubs ;
- le trou des Glanes, la Deuille de Crézilles et le trou du Chahalot en Meurthe-et-Moselle[2],[3].

## Étymologie
Ce terme vient du nom propre de l'Inversac, ancienne source située à Balaruc-les-Bains, qui présentait une inversion de courant dans certaines conditions. Le nom de la source viendrait lui-même de l'occitan enversar « renverser » ou du latin inversae aquae « eau qui s'inverse ». Bernard Gèze préconise l'utilisation de ce mot comme terme et le définit en 1971.